# Japanischer Tischtennisverband
Der Japanische Tischtennisverband (jap. 公益財団法人日本卓球協会, Kōeki Zaidan Hōjin Nihon Takkyū Kyōkai, dt. „gemeinnützige Stiftung ~“, engl. Japan Table Tennis Association) ist die Spitzenorganisation des japanischen Tischtennissports. Sie richtet jährlich die Japanische Tischtennismeisterschaft aus.
Aktueller Präsident (2013) ist seit 2004 Takeo Ōbayashi (大林 剛郎). Seinen Sitz hat der Verband im Kishi Kinen Taiiku Kaikan im Tokioter Bezirk Shibuya.

## Geschichte
Die Geschichte des Tischtennissports in Japan beginnt im Jahr 1902, als der Sportpädagoge Gendō Tsuboi, zugleich ein Pionier des japanischen Fußballs und anderer Sportarten, von einer Europareise Netz, Schläger und Ball mitbrachte und versuchsweise mit der Reproduktion in Japan begann.
Der japanische Tischtennisverband geht aus zwei Verbänden hervor. 1924 wurde der Weich-Tischtennisverband gegründet, der sich später in Hart-Tischtennisverband umbenannte. 1933 entstand parallel der Japanische Tischtennis-Studentenverband. Dieser spielte nach eigenen, vom Weltverband ITTF abweichenden, Regeln. So hatte das Netz eine Höhe von 17 cm (statt 17,5 cm), der Ball war etwa zwei Gramm schwer (statt damals 2,4 bis 2,53 Gramm) und ein Satz endete nach 11 Punkten (statt damals 21 Punkten). Später vereinigten sich diese Verbände.
1928 beantragte Japans TT-Präsident Hisao Kido die Mitgliedschaft im Weltverband ITTF, diesem Antrag stimmte die ITTF 1929 zu, Japan wurde "provisorisches Mitglied". nach dem Zweiten Weltkrieg war Japan zunächst nicht Mitglied, erst 1950 wurde es als "good standing" Mitglied integriert.
Bereits 1936 schlug Japan vergeblich vor, Tischtennis als olympische Sportart anzuerkennen. 1952 nahm Japan erstmals an einer Tischtennisweltmeisterschaft teil und gewann dabei vier Gold- und eine Bronzemedaille. In den 1950er und 1960er Jahren war Japan die weltweit führende Tischtennisnation, was sich im Gewinn von 44 Weltmeistertiteln im Zeitraum 1952 bis 1971 zeigte. Danach setzte sich China an die Tischtennisspitze.

## Die ersten Präsidenten
- Hisao Kido (vor 1928–1931)
- T. Usagawa (1932–1938)[7]
- Saburō Kiyose (1949–1953)[10]